# Дом-музей севастопольского подполья
Дом-музей Севастопольского подполья 1942—1944 годов — учреждение культуры в Нахимовском районе Севастополя. Находится на улице Ревякина, 46 в Лабораторной балке. Является частью Музея-заповедника героической обороны и освобождения Севастополя.

## История
При оккупации Севастополя немцами в годы Великой Отечественной войны в одноэтажном доме № 46 по Лабораторному шоссе жил подпольщик Василий Ревякин, который организовал здесь штаб подпольного движения и типографию. В память о подпольщиках на доме в 1959 году была установлена памятная табличка.
Согласно решению Севастопольского городского совета № 481 от 3 октября 1961 года дом и прилегающий к нему земельный участок были отданы Музею-заповеднику героической обороны и освобождения Севастополя для организации здесь музейного филиала. Открытие дома-музея подпольщиков состоялось 4 октября 1967 года.
С момента открытия музей посетило более 1,4 млн человек.

## Экспозиция
Экспозиция музея находится в четырёх комнатах и во дворе дома. В музее представлены документы, фотографии, личные вещи участников Коммунистической подпольной организации в тылу немцев (КПОВТН). В 2007 году во дворе музея размещена выставка «Страда партизанская», посвящённая Севастопольскому и Балаклавскому партизанским отрядам.

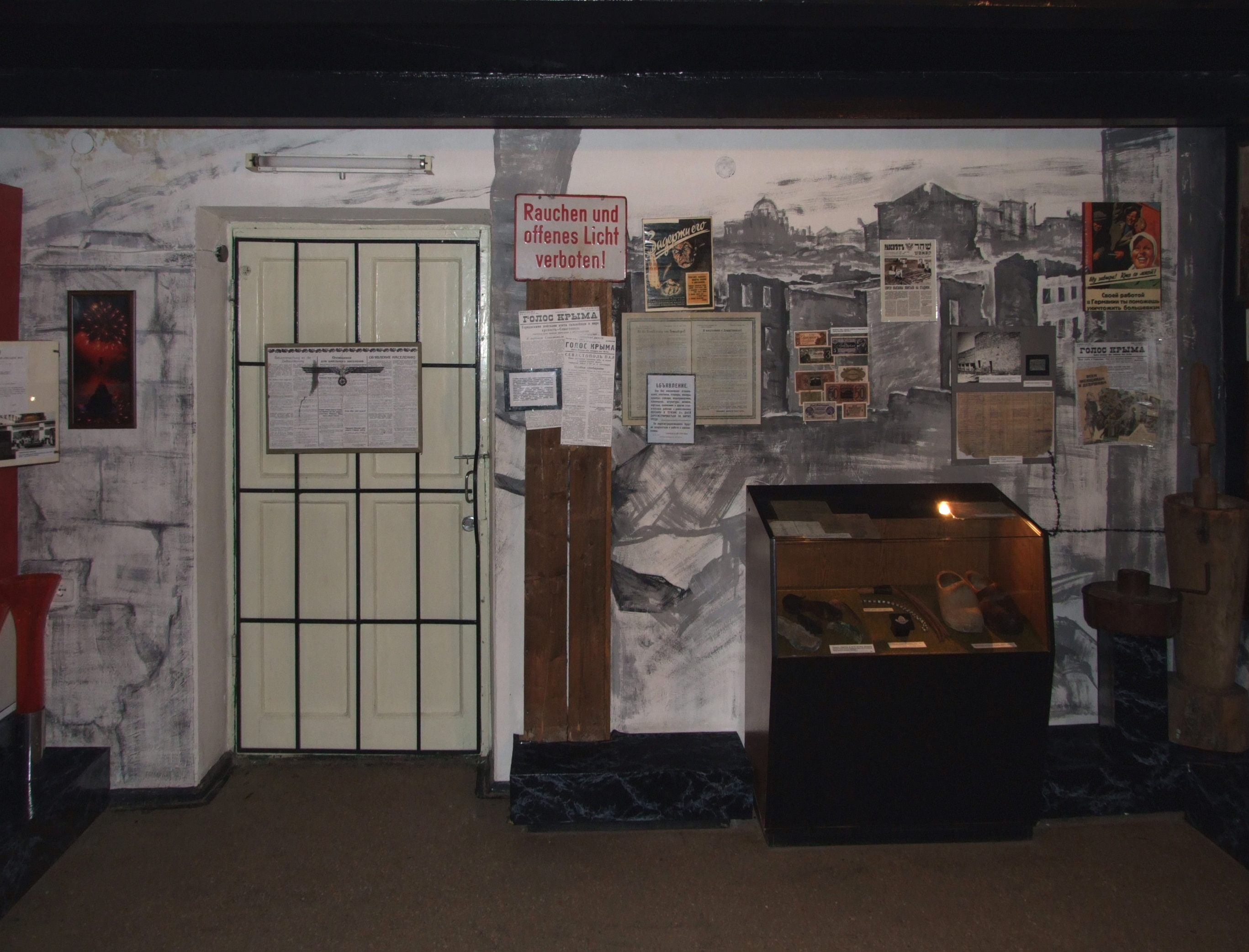
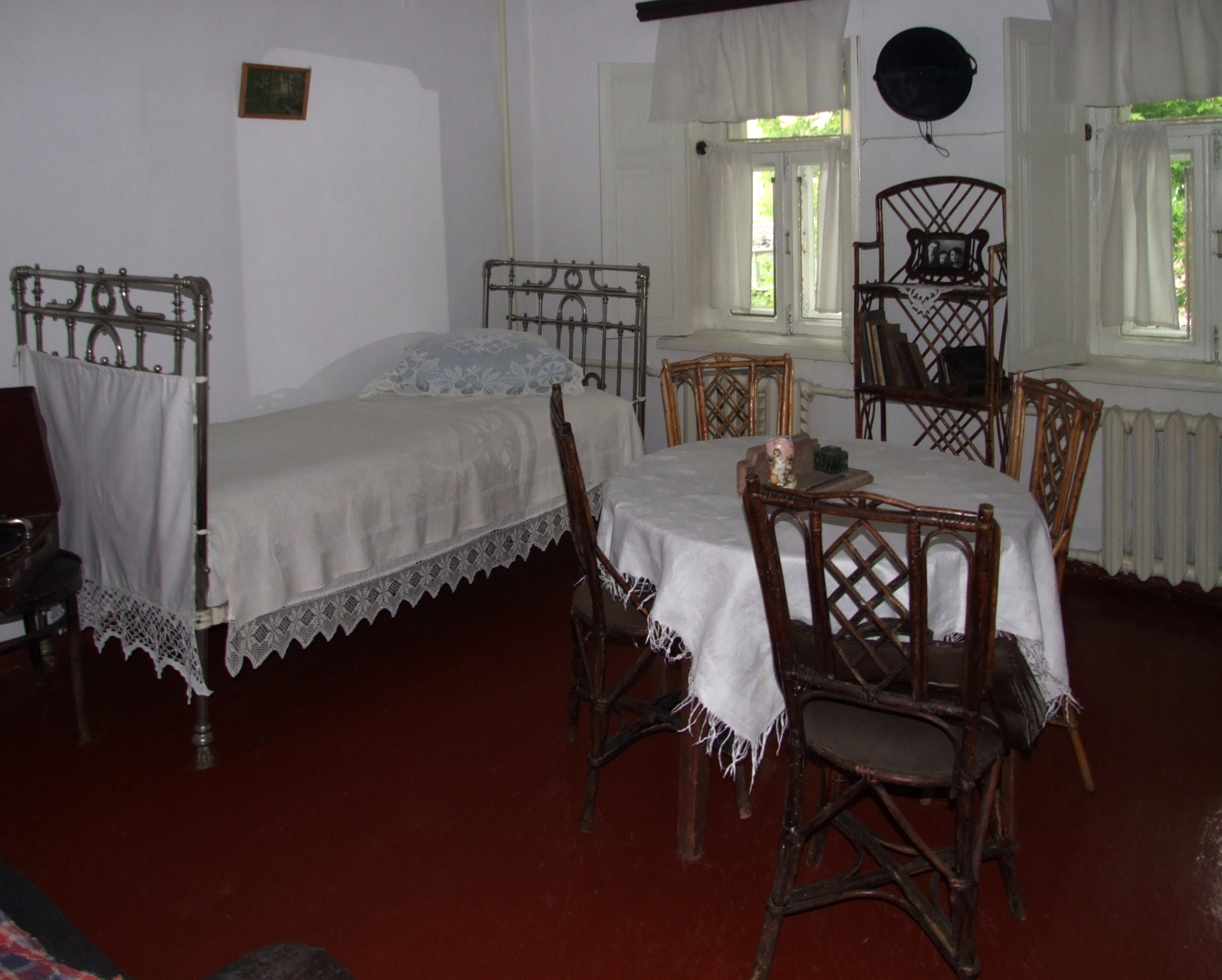
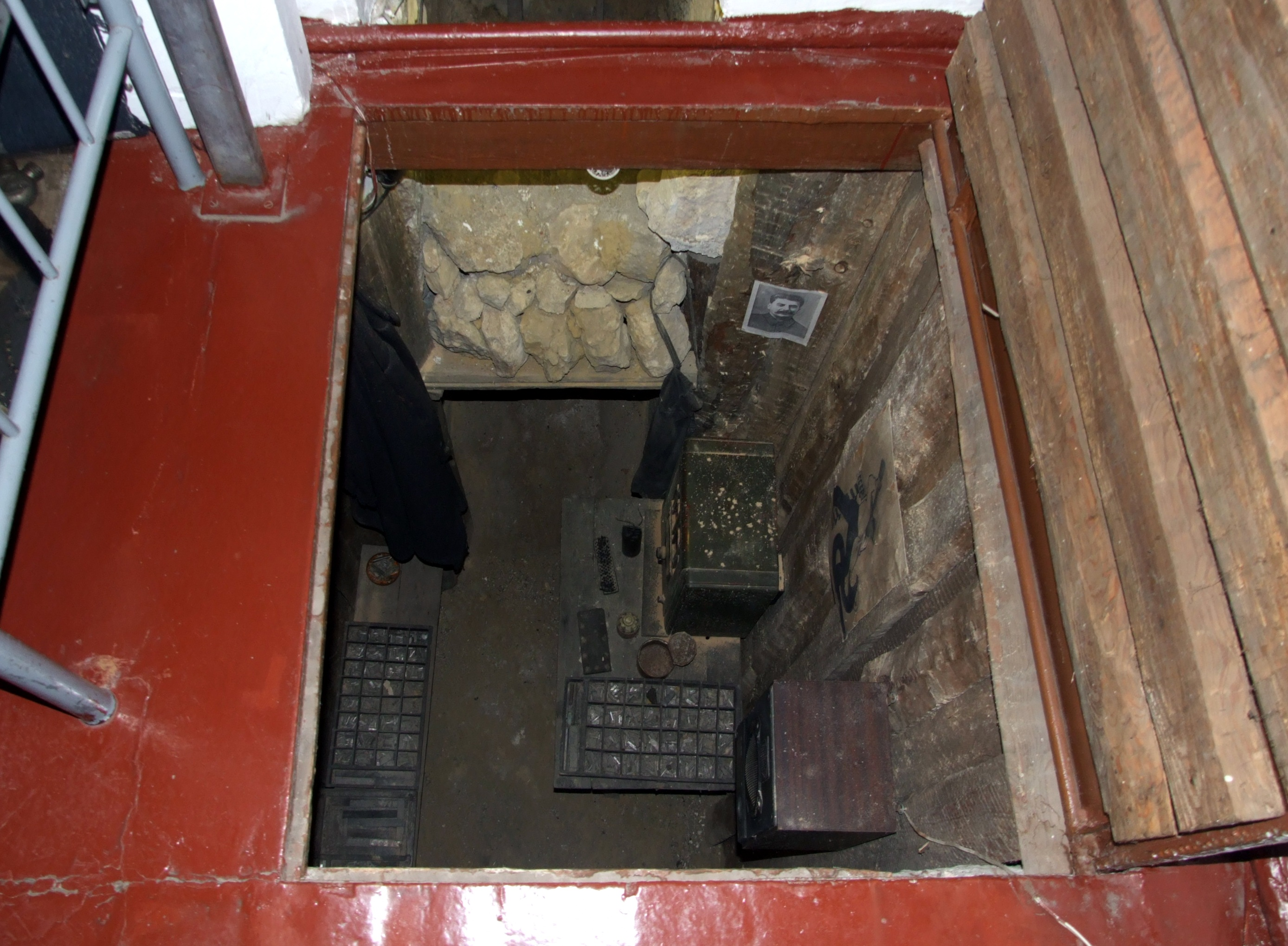
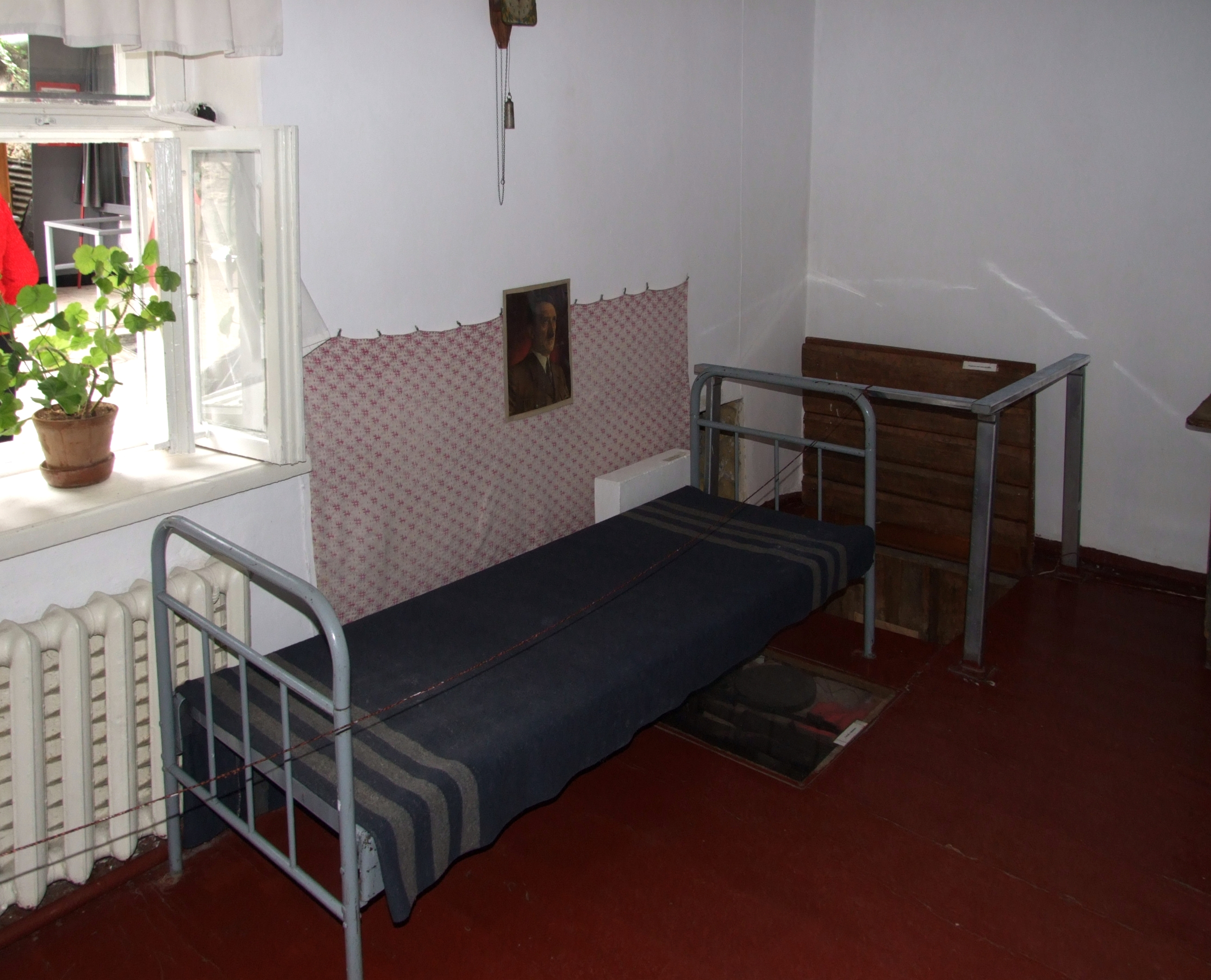